# Ensiferum (Album)
Ensiferum ist das erste Studioalbum der finnischen Folk-Metal-Band Ensiferum. Es wurde am 7. Januar 2001 via Spinefarm Records veröffentlicht und erhielt durchweg sehr gute Kritiken.

## Entstehung
Durch das dritte Demo der Band, Hero in a Dream, war das finnische Plattenlabel Spinefarm Records auf Ensiferum aufmerksam geworden, und unterzeichnete mit der Band um den Jahreswechsel 1999/2000 einen Plattenvertrag.
Das Album wurde im November 2000 in den Sundi-Coop-Studios im westfinnischen Savonlinna von Tuomo Valtonen aufgenommen und produziert. Zunächst war die Band mit dem Mastering des Albums nicht zufrieden, so dass sie den ursprünglichen Veröffentlichungstermin Ende 2000 verschoben, da das Album von Mika Jussila neu durchgeführt wurde.

## Titelliste
Die Lieder wurden überwiegend bereits auf den drei vorhergehenden Demos veröffentlicht. Neu hinzu kamen: Token of Time, Abandoned, Windrider, Treacherous Gods und Goblins’ Dance.
| #  | Titel                                | Komposition      | Länge |
| -- | ------------------------------------ | ---------------- | ----- |
| 1  | Intro                                | Toivonen/Mäenpää | 1:50  |
| 2  | Hero in a Dream                      | Toivonen/Mäenpää | 3:40  |
| 3  | Token of Time                        | Mäenpää          | 4:16  |
| 4  | Guardians of Fate                    | Toivonen/Mäenpää | 3:34  |
| 5  | Old Man (Väinämöinen Part I)         | Toivonen         | 5:33  |
| 6  | Little Dreamer (Väinämöinen Part II) | Toivonen/Fokin   | 5:21  |
| 7  | Abandoned                            | Toivonen         | 6:50  |
| 8  | Windrider                            | Toivonen         | 5:41  |
| 9  | Treacherous Gods                     | Toivonen         | 5:12  |
| 10 | Eternal Wait                         | Toivonen         | 5:14  |
| 11 | Battle Song                          | Toivonen         | 3:20  |
| 12 | Goblins’ Dance                       | Toivonen         | 4:29  |

| #  | Titel                                 | Komposition                             | Länge | Enthalten auf                 |
| -- | ------------------------------------- | --------------------------------------- | ----- | ----------------------------- |
| 13 | Breaking the Law (Judas-Priest-Cover) | Rob Halford, K.K. Downing, Glenn Tipton | 2:24  | Digipack & Japanische Version |
| 13 | Old Man ’96                           | (Toivonen/Mäenpää)                      | 6:28  | Englische Version (2009)      |
| 13 | Into Hiding (Amorphis-Cover)          | (Esa Holopainen/Olli-Pekka Laine)       | 3:49  | Amerikanische Version (2008)  |

## Cover
Das Cover zeigt Ensiferums Krieger-Maskottchen stehend in einem Boot, das einen Fluss entlangfährt. Darüber ist das Bandlogo von Ensiferum zu sehen. Während der Vordergrund von dunklen Blautönen dominiert wird, erscheint der Hintergrund, welcher einen Wald zeigt, vor allem in Gelb-Grün-Tönen. Entworfen und designt wurde das Artwork von Kristian Wåhlin.

## Kritik
Das Album erhielt in allen Reviews durch die Fachpresse außergewöhnlich gute Bewertungen. Auch bei den Fans fand das Album großen Anklang.
Stefan Popp vom Webzine metal1.info gab dem Album mit 10 Punkten die Höchstzahl und schreibt:

„Atemberaubende Gitarrenläufe, cooles Drumming (nicht nur in den genialen Doublebass-Passagen), eine wunderbar aggressive und kratzige Stimme, heroische Chorgesänge und Melodien über Melodien... Hier treffen In Flames, Finntroll und Blind Guardian zusammen, treffen sich irgendwo in der Mitte, und zumindest ansatzweise kommt dabei Ensiferum raus. […] Von Anfang an [ist alles] sehr eingängig, doch wirkt hier niemals etwas platt, flach oder eintönig – an Abwechslung wird hier wahrlich nicht gespart, so hat jeder Song eine eigene Note und doch trägt alles dieselbe Handschrift und fügt sich zu einem überzeugendem Ganzen zusammen. ‚Ensiferum‘ macht von vorne bis hinten mächtig Spaß […].“

Der Autor Rachendrachen äußerte sich bei seinem Review über das Album für das Webzine vampster.com wie folgt:

„[…] Was [Ensiferum] auf ihrem Debüt abliefern, kann sich nicht nur mit allem messen, was den Bereich melodischer Death/Black Metal anführt, sondern zudem noch mit einem eigenen, unverkennbaren Stilgemisch überzeugen, und das in einem eigentlich überlaufenen Genre. ‚Ensiferum‘ [ist] die kongeniale Verschmelzung von extremem Metal, Folkmelodien und traditionellem Metal.“

Eine Bewertung in Punkten wurde, wie für vampster.com üblich, nicht vergeben. Ein weiteres Mal wurde von Alexander Melzer vom Webzine metal-observer.com mit 10 Punkten die Höchstnote vergeben. Weiterhin kommt er zu folgendem Fazit:

„[…] Ensiferum [stehen] für mich schon mit ihrem Debüt weit, weit oben in der Genialitätsskala des Heavy Metal![…] Höchstmelodiöser Black/Death Metal, in allen Geschwindigkeiten von schleppend bis Hyperspeed […], unglaublichen Melodien aus traditionellem Metal (die Riffs) und Folk, kratzbürstigem Gesang ebenso wie genialsten [sic!] Chören, die allen Wikingern alle Ehre gemacht hätten[…].Dieses Album ist ein absoluter Anwärter auf die Top 5 des Jahres 2001, wenn nicht gar mehr!“

Claudja Pajzderski vom deutschen Metal Hammer gab dem Album 6 von 7 Punkte und schrieb in ihrer Rezension:

„[…] Die Musik von Ensiferium ist wirklich originell und schön eingängig: Man nehme eine Mischung aus melodischem Death Metal und traditionellem Heavy Metal, mische darunter eine gute Portion Folk Music und mittelalterliche Melodien und befinde sich in der glücklichen Lage, über einen Sänger zu verfügen, der sowohl singen als auch kreischen kann. Heraus kommt ein melodisches Album, das es auch an einer gewissen Härte nicht mangeln lässt. Gerade die Mischung aus gekreischtem Todesmetall und den folklorischen Parts mit dementsprechendem Gesang ist es, die Ensiferum zu etwas Besonderem macht.“